# Pan (zoologia)
Pan è un genere di primati della famiglia degli ominidi. Comprende due specie: scimpanzé comune e bonobo, che sono quelle viventi evolutivamente più affini all'Homo sapiens.

## Specie
- Pan troglodytes – scimpanzé comune
  - sottospecie
    - Pan troglodytes troglodytes – scimpanzé dell'Africa centrale
    - Pan troglodytes verus
    - Pan troglodytes vellerosus
    - Pan troglodytes schweinfurthii
- Pan paniscus – bonobo (un tempo detto scimpanzé nano)

## Homo o Pan
Alcuni scienziati, tra cui Jared Diamond (vedi ad esempio il saggio Il terzo scimpanzé. Ascesa e caduta del primate Homo sapiens), ritengono che la distinzione tra i generi Homo e Pan sia arbitraria, proponendo la riclassificazione delle due specie nel genere Homo (Homo troglodytes e Homo paniscus). Secondo altri è il termine Homo sapiens ad essere inadeguato e l'essere umano andrebbe riclassificato sotto il genere Pan, come già fece Linneo nella prima edizione del suo Systema naturæ.